# 남동중학교
남동중학교(南洞中學校)는 대한민국 인천광역시 남동구 만수동에 있는 공립 중학교이다.

## 학교 연혁
- 1992년 2월 8일 : 남동중학교 인가
- 1992년 3월 1일 : 초대 안봉균 교장 취임
- 2012년 2월 10일 : 제18회 392명 졸업(졸업생 누계 9,149명)
- 2023년 3월 1일 : 제11대 이우평 교장 취임
- 2024년 3월 1일 : 입학(281명 배정, 남녀혼합 10반)

## 참고 자료
- 남동중학교 - 한국교육학술정보원 학교알리미